# Haut-Artois
Le Haut-Artois est une région non administrative du Pas-de-Calais, regroupant approximativement les arrondissements de Béthune et Lens, en opposition au Bas-Artois qui s'étale de la région d'Hesdin à celle de Bapaume.

## Géographie
Majoritairement sur le bassin minier du Nord-Pas-de-Calais, le Haut-Artois se situe sur 3 communautés d'agglomérations :
- Lens-Liévin
- Hénin-Carvin
- Béthune-Bruay, Artois-Lys Romane en partie[1].

L'arrondissement de Lens est majoritairement composé de la plaine de la Gohelle.